# Otakar II. Štýrský
Otakar II. Štýrský (německy Ottokar II.; 1050/1060? – 28. listopadu 1122) byl štýrský markrabě a hrabě z Traungau a Chiemgau.

## Život
Narodil se jako mladší syn markraběte Otakara I. a jeho choti Wilbirgy, dcery Adalberta z Eppensteinu, pána Korutan a Verony. Po otcově smrti roku 1075 zdědil Štýrskou marku starší syn Adalbert, který stejně jako otec stranil ve sporu o investituru císaři Jindřichovi IV. Otakar naopak stal na straně papeže. Nakonec se po bojovém střetu Adalbert vzdal markrabství ve prospěch Otakarův a stáhl se na své hrabství. V listopadu blíže neznámého roku byl v Ennstalu zavražděn vlastními vazaly.
Otakar byl dvakrát ženatý. První manželkou byla zřejmě dcera Gottfrieda z Wels-Lambachu a druhou manželkou se mu stala Alžběta, dcera rakouského vévody Leopolda II. Manželé společně založili hornorakouský benediktinský klášter Garsten. Roku 1122 zdědil Otakar po smrti korutanského vévody Jindřicha III. majetky v údolí Mur a Mürz. Dlouho se z nich netěšil, zemřel v listopadu téhož roku. Nástupcem se stal syn Leopold.